# Кройцлинген
Кройцлинген (нем. Kreuzlingen, алем. нем. Chrüzlinge) — город на севере Швейцарии в кантоне Тургау, центр округа Кройцлинген.
Обладая населением более 20 000 человек, Кройцлинген является вторым по величине городом в кантоне Тургау и крупнейшим швейцарским населённым пунктом на Боденском озере, и вместе с немецким Констанцем образует агломерацию с общим населением порядка 120 000 человек. С другой стороны, с 51,7 % проживающих в нём иностранцев, Кройцлинген представляет собой (наряду с Женевой (48 %), Преньи-Шамбези (52 %) и Лезеном (62 %)) город с одним из наиболее значительным числом зарегистрированных иностранцев.

## История
История современного Кройцлингена восходит к одноимённому августинскому монастырю (см. Аббатство Кройцлинген), основанному констанцским епископом Ульрихом I в 1125 г. Своё название аббатство получило от размещённой в нём реликвии, частицы Животворящего креста, по латыни Crucis lignum, которое, германизировавшись, превратилось сначала в Crucelingen и затем — в Creuzlingen.

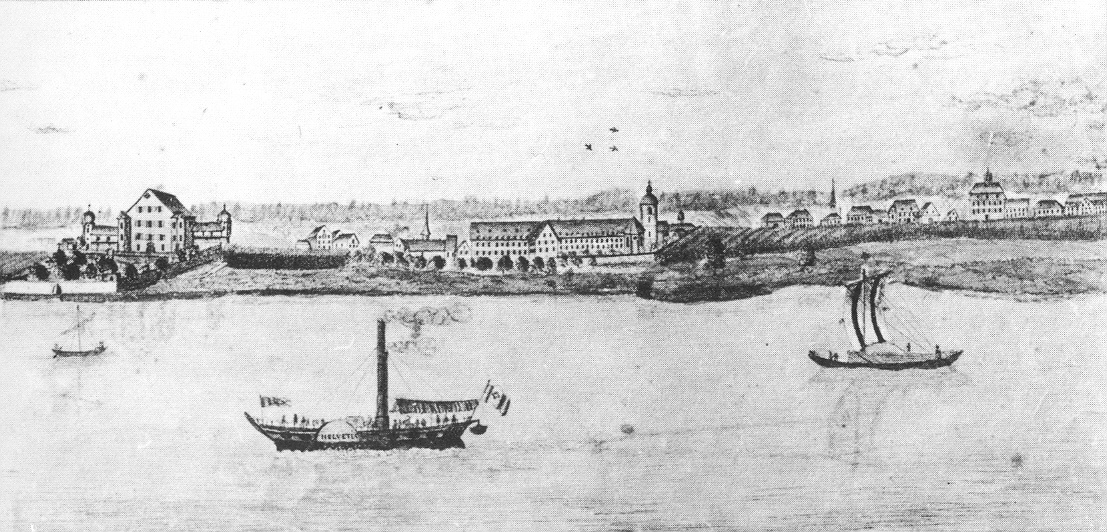
Изображение Кройцлингена в 1840 г.

Вплоть до второй половины XIX в. территория современного Кройцлингена, носившего тогда имя Эгельсхофен, оставалась, по большей части, занятой сельскохозяйственными угодьями и немногочисленными простыми крестьянскими домами. Так, в начале XIX столетия вокруг монастыря располагались всего лишь 13 жилых домов.
Установление границы с Баденом в 1818 г., упразднение аббатства в 1848 г., открытие пароходных линий в 1824 г. и железнодорожного сообщения с Романсхорном в 1871 г. и Этцвиленом в 1875 г., наряду с начинавшейся эрой туризма, быстро привлекли машинное производство и население, дав мощный импульс для дальнейшего развития.
В 1874 г. Эгельсхофен, отныне переименованный в Кройцлинген, стал (взамен Готтлибена) административным центром округа. Впрочем, вплоть до Первой мировой войны Кройцлинген оставался своего рода пригородом Констанца: так, значительная часть индустрии и гостиниц в городе была в немецких руках. Лишь полное закрытие границы в 1914 г., изначально тяжело сказавшееся на развитии приграничных территорий, позволило Кройцлингену начать самостоятельное развитие.
В 1927 г. в состав Кройцлингена была включена община Курцрикенбах, и в 1928 г. — община Эммисхофен. В 1947 г., с ростом численности населения (свыше 10 000 человек), Кройцлинген получил городские права.

## Экономика
Крупнейшим работодателем города является оружейная фирма General Dynamics European Land Systems — Mowag GmbH, дочерняя компания американской General Dynamics. Другой важной отраслью местной экономики является производство упаковки; ведущее положение здесь занимает Amcor Flexibles Kreuzlingen AG, более известная под своим прежним именем Alcan, — дочка австралийской компании Amcor. Кроме того, в Кройцлингене располагается одна из крупнейших швейцарских компаний-производителей мужской одежды — Strellson AG, а также производители спортивного снаряжения Graf Skates AG и Tour de Suisse Rad AG. За пределами региона известна и шоколадная фабрика Chocolat Bernrain AG.

## Достопримечательности

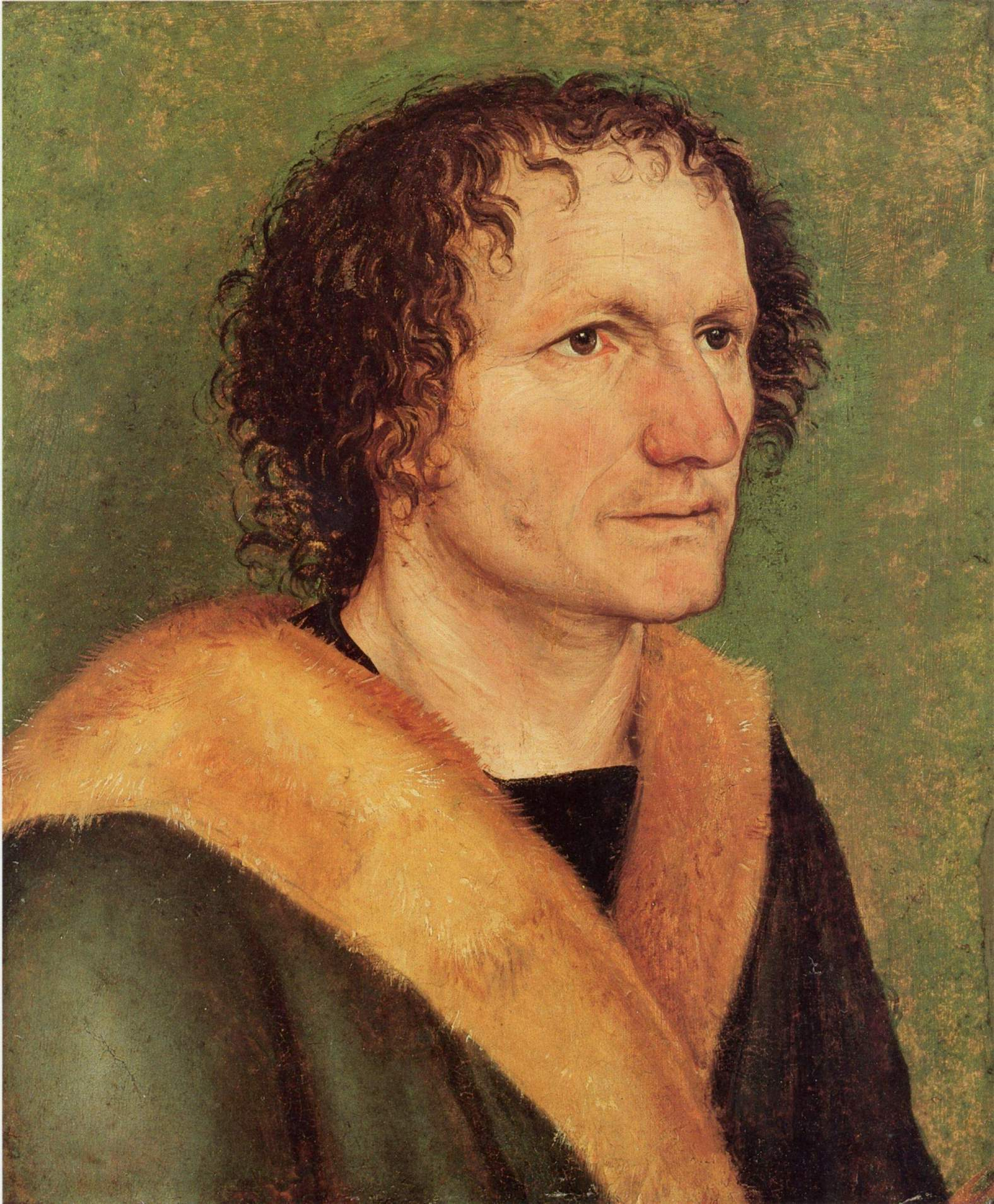
Альбрехт Дюрер «Мужской портрет на зелёном фоне», 1497—98. Коллекция Хайнца Кистерса, Кройцлинген

- Здания бывшего аббатства Кройцлинген с католическим собором свв. Ульриха и Афры, с 1967 г. имеющим статус малой папской базилики
- Замок Зеебург (XVI—XVII вв.), служивший летней резиденцией аббатам монастыря Кройцлинген
- Замок Эберсберг (XVI—XVII вв.), принадлежавший в XIX в. Эберхарду фон Цеппелину, брату изобретателя дирижаблей
- Замок Брунэгг, перестроенный в XIX в. известным психиатром Людвигом Бинсвангером-старшим, отцом основоположника экзистенциальной психологии Людвига Бинсвангера-младшего и основателем санатория «Бельвю»
- Замок Гирсберг, на протяжении длительного времени принадлежавший Фердинанду фон Цеппелину
- «Зеемузеум», посвящённый судоходству, рыболовству и, в целом, экологии Боденского озера

## Города-побратимы
- Чистернино в Италии
- Вольфах в Германии

## Галерея

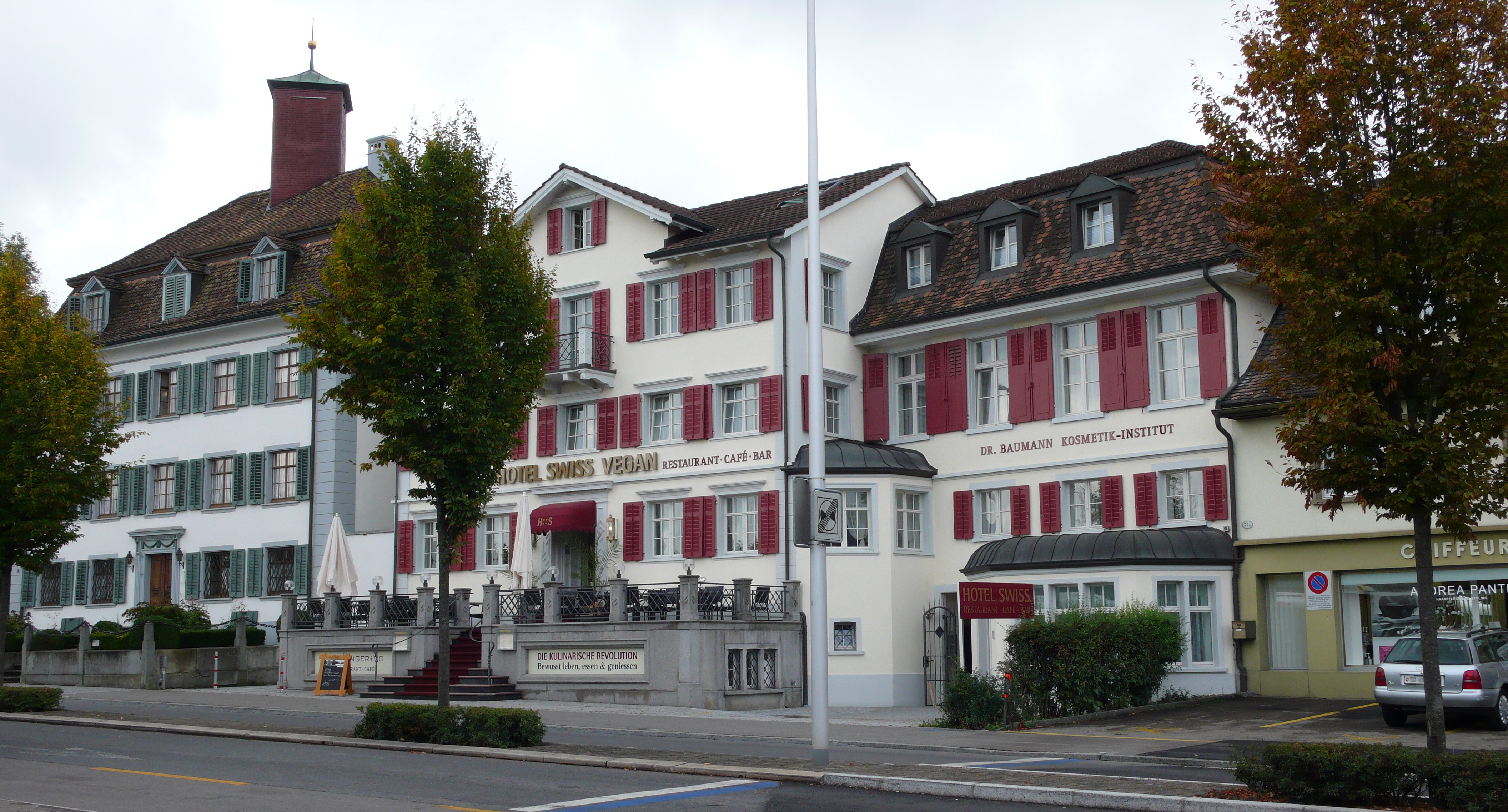
Главная улица
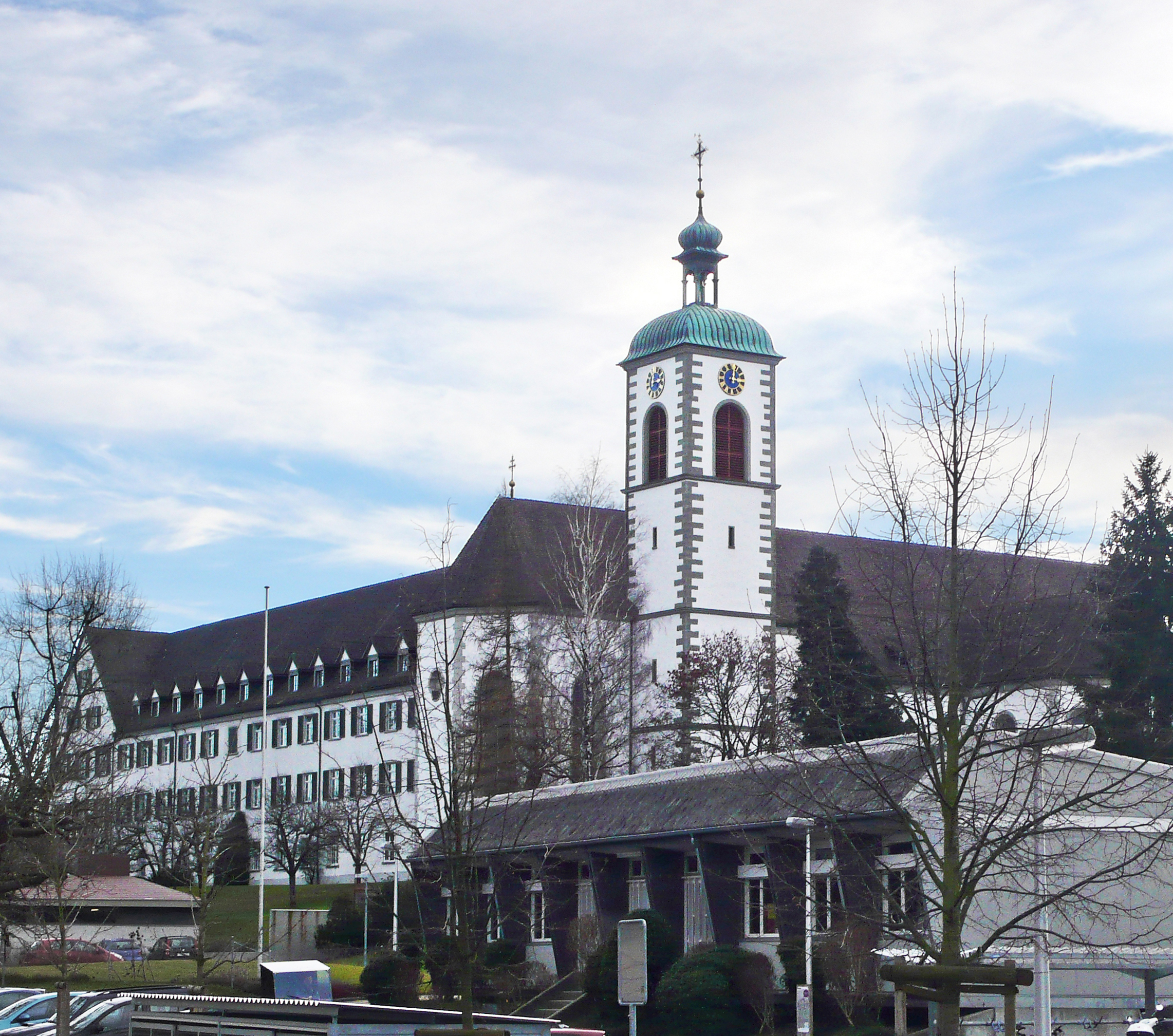
Собор свв. Ульриха и Афры
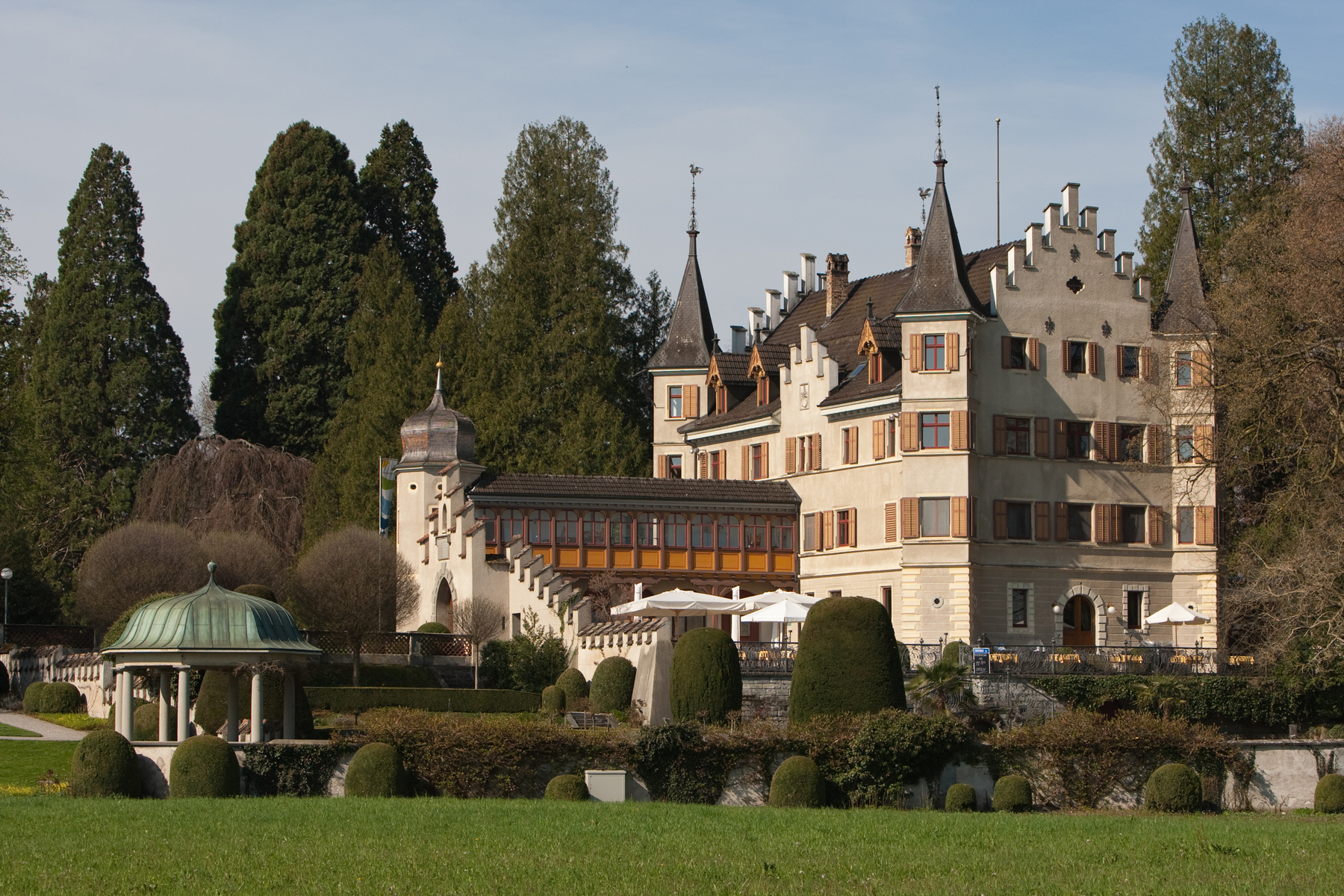
Замок Зеебург со стороны Боденского озера
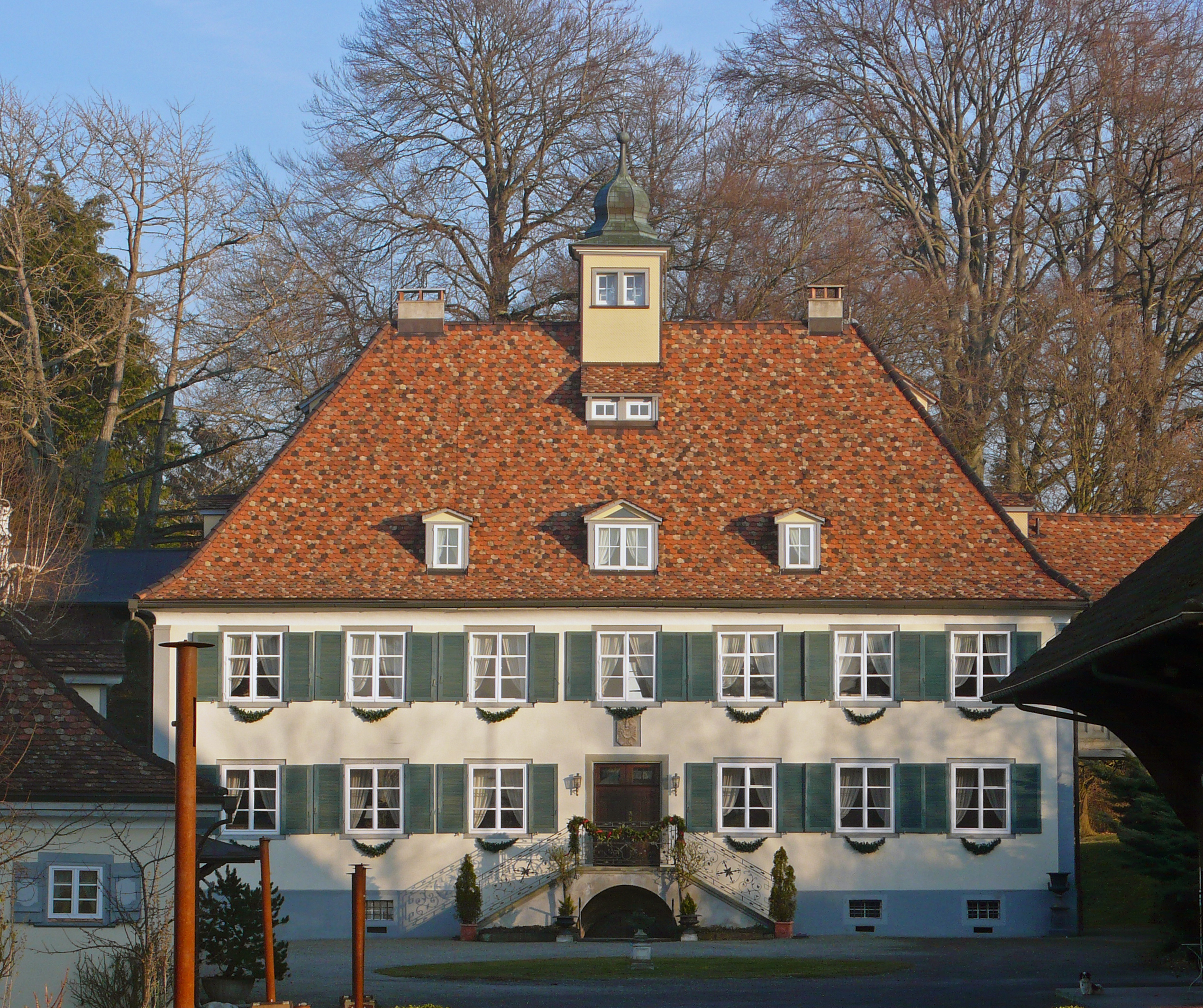
Замок Гирсберг
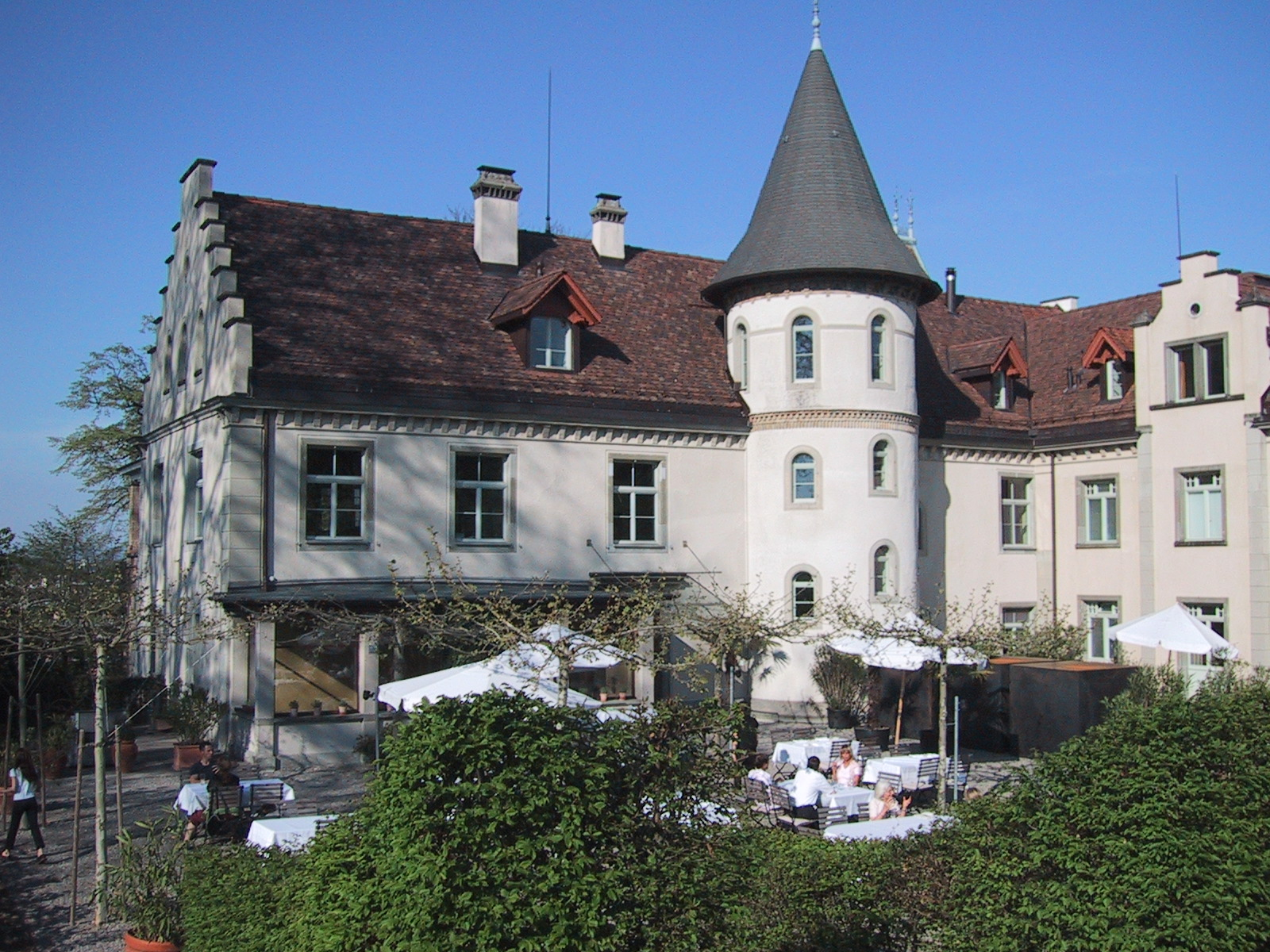
Замок Брунэгг
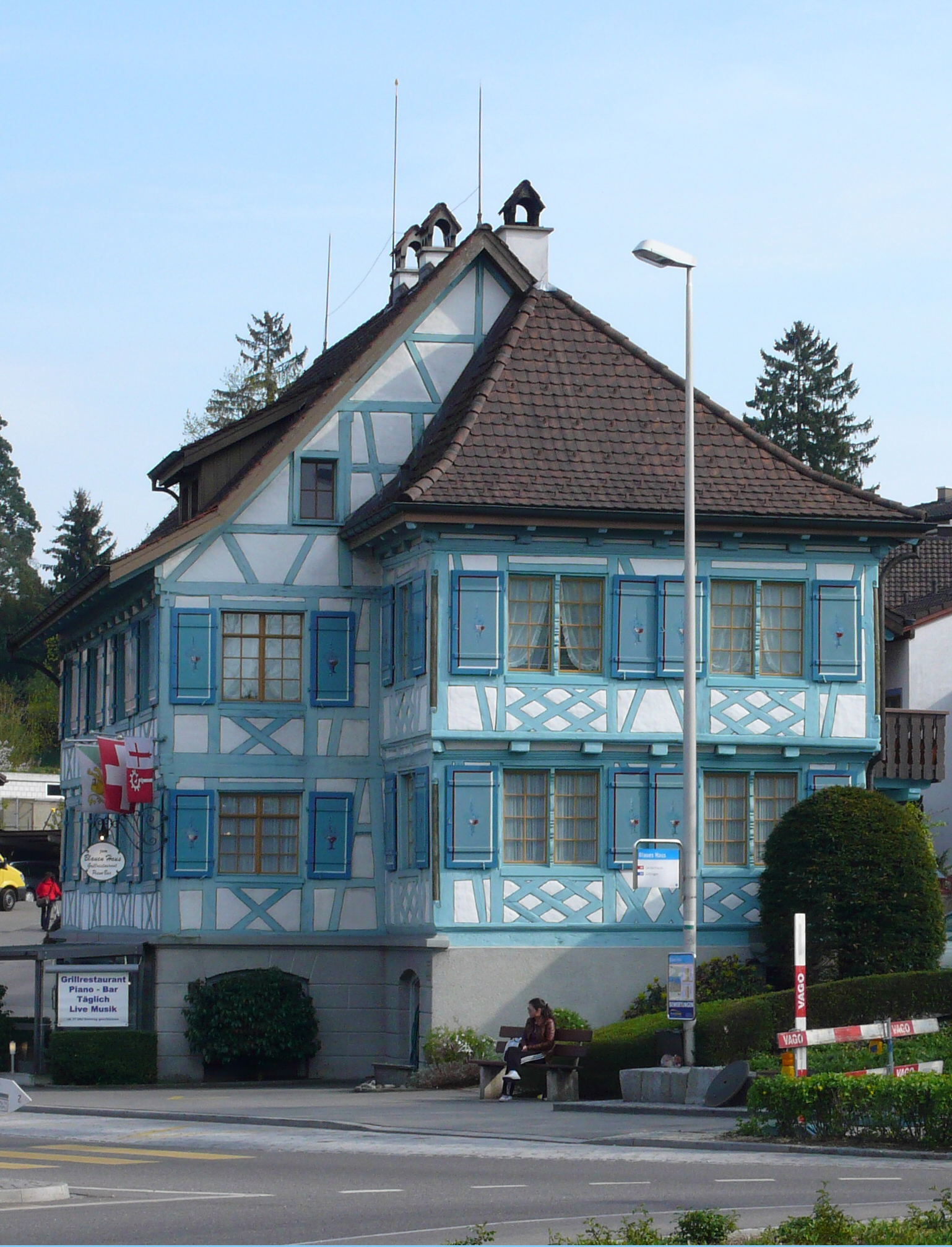
Так называемый "голубой дом" - фахверковое строение XIX в.
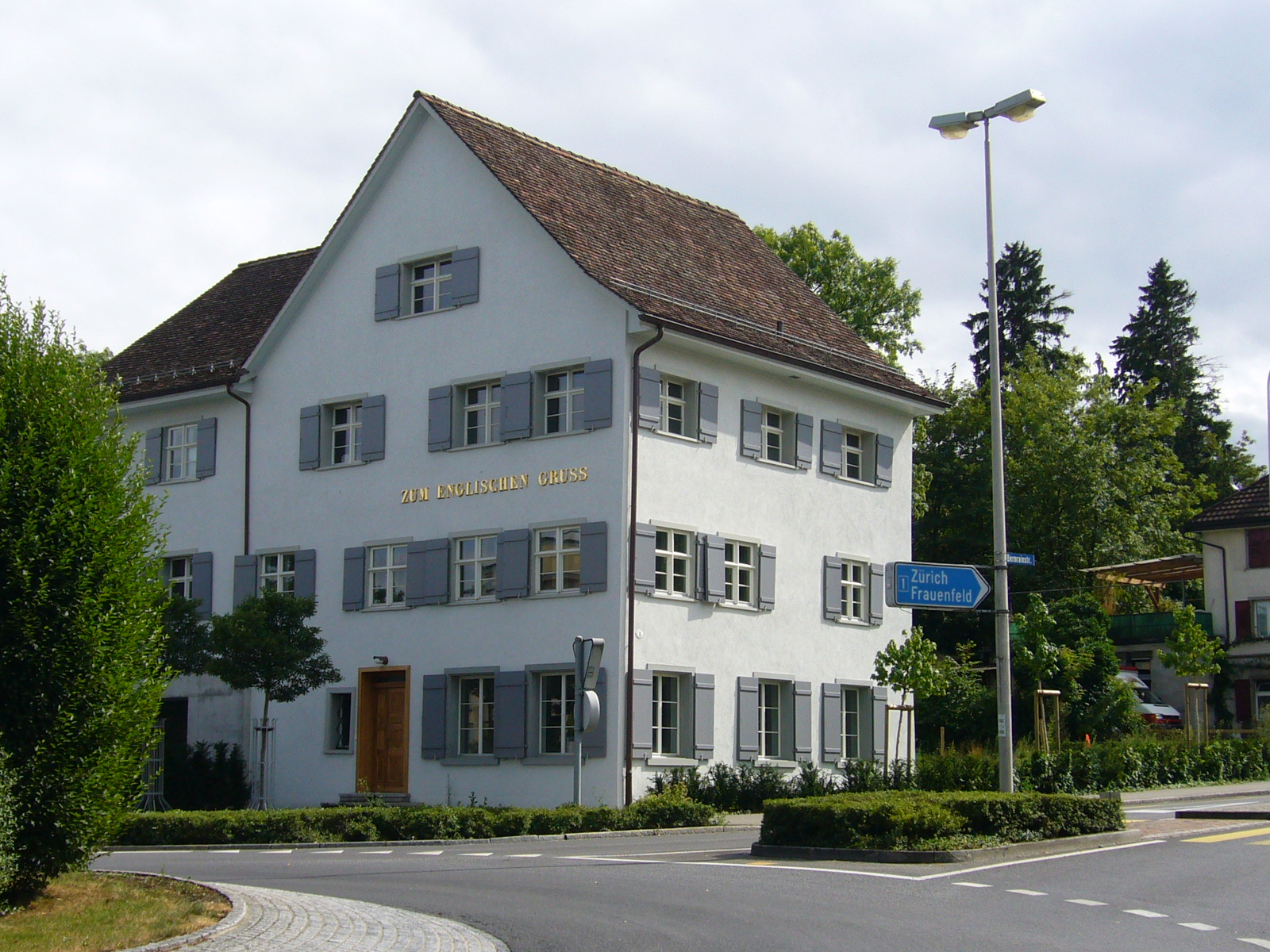
Бывшая паломническая гостиница «Zum Englischen Gruss»